# Pierre Verdet
Pour les articles homonymes, voir Verdet.
Pierre Verdet est un journaliste et écrivain français né le 16 février 1950 à Montvalent dans le Lot et mort le 25 janvier 2023 à Brive-la-Gaillarde,,.

## Biographie
Pierre Verdet commence sa carrière journalistique en 1970, au sein de la rédaction du quotidien La Dépêche du Midi, à Toulouse.

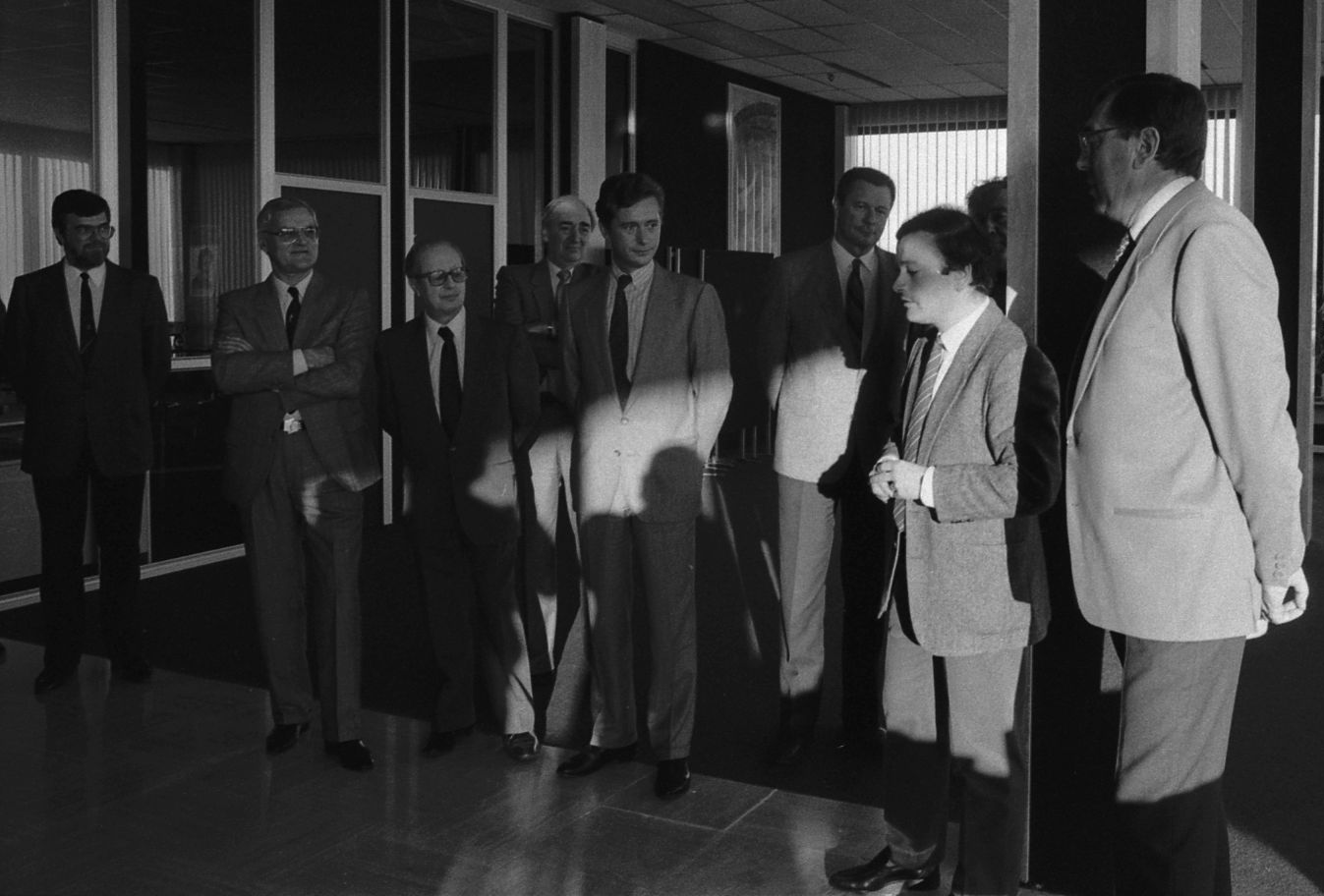
Remise du Prix Martini à Pierre Verdet en présence de Dominique Baudis, le 23 février 1985.

Il rejoint ensuite, en 1973, la rédaction de Midi olympique, l'hebdomadaire national du rugby à XV. Grand reporter sportif, il est récompensé, en 1984, par le Prix du meilleur article sportif (Prix Martini), pour un article sur le rugby en période de crise économique au Pays de Galles.
Parallèlement, au cours des années 1970, il est rédacteur en chef-adjoint de la revue Agri Sud Magazine, éditée à Toulouse et dirige, à la même période le journal Midi Chasse et Pêche.
Il quitte Midi Olympique en 1986, pour rejoindre la rédaction du quotidien Sud Ouest, à Bordeaux, où il sera notamment responsable de la rubrique « Nature et environnement » et grand reporter généraliste.
Des conflits armés au Kosovo ou en Israël, en passant par la fin du communisme en Russie, les affaires corses, les marées noires de l’Erika et du Prestige, le réchauffement climatique dans l'Arctique, ou les élections présidentielles en France, il couvre tous les grands sujets  d'actualité pendant plus de vingt ans.
Spécialiste des questions de nature et d'environnement, il remporte en 1996 le Grand Prix des quotidiens pour un reportage, intitulé « Le désert avance », réalisé dans le golfe de Gascogne et traitant de la guerre entre pêcheurs français et espagnols et de la raréfaction de la ressource halieutique. 
Passionné de chasse, il collabore à plusieurs revues cynégétiques comme Palombe et tradition ou la Revue nationale de la chasse, et a écrit de nombreux ouvrages sur ce sujet, ainsi qu'un feuilleton radiophonique.

## Prix journalistiques
- 1984 : Prix Martini du meilleur article sportif
- 1993 : Prix Artémis du meilleur article de chasse
- 1996 : Prix Arcachon récompensant un article sur la mer et les marins
- 1996 : Grand Prix des quotidiens, consacrant un grand reportage international

## Prix littéraires
- 1997 : Prix du meilleur livre sportif, pour T'as compris le coup ?, avec le dessinateur Michel Iturria (J&D Éditions)
- 2002 : Prix François Sommer, pour La route des palombes, avec Jesus Veiga (Atlantica)

## Œuvres
- Le Collier de Fifi (recueil de nouvelles), éditions M.O, 1977
- Georges Pastre et Pierre Verdet, Les Grands du rugby, éditions Pac, coll. « Les Grands du sport », Paris, 1979, 231 p.,  (ISBN 2-85336-105-5), (BNF 34662328).
- Georges Pastre et Pierre Verdet, Les Grands du rugby français, éditions Pac, coll. « Grands du sport », Paris, 1984, 159 p.,  (ISBN 2-85336-252-3), (BNF 34777438).
- Chasses et traditions, éditions Deucalion, Bordeaux, 1989, 113 p.,  (ISBN 2-907898-03-5), (BNF 35080225).
- Pierre Verdet et  Jesus Veiga, Passion bécasse (avec des peintures et photographies de Alain Foumentèze et Michel Arsandaux), coédition : éditions J&D (Pau) et éditions Deucalion (Bordeaux), 1990, 157 p.,  (ISBN 2-907898-09-4), (BNF 35316779).
- Pierre Verdet et  Jesus Veiga, Les Canards sauvages et leurs chasses, coédition : éditions J&D (Pau) et éditions Deucalion (Bordeaux), 1991, 199 p.,  (ISBN 2-906483-50-8) (éditions J&D) ou  (ISBN 2-907898-10-8) (éditions Deucalion), (BNF 35488445).
- Pierre Verdet et  Jesus Veiga, La Palombe et ses chasses, coédition : éditions J&D (Pau) et éditions Deucalion (Bordeaux), 1992, 206 p.,  (ISBN 2-906483-64-8), (BNF 35819685).
- Chasses et migrations, éditions J&D, Biarritz, 1994, 138 p., [ISBN erroné selon le catalogue BN-Opale Plus], (BNF 35777946).
- T'as compris le coup ? (avec des dessins de Michel Iturria et une préface de Pierre Albaladejo), éditions J&D, Biarritz, 1996, 119 p.,  (ISBN 2-84127-092-0), (BNF 35859263).
- Dame bécasse (avec des illustrations de Pierre Roussia), éditions Atlantica, Biarritz, 1998, 157 p.,  (ISBN 2-84394-103-2), (BNF 37033797).
- C'est naturel : leçons de choses, éditions Sud-Ouest, coll. « Nature », Bordeaux, 2000, 219 p.,  (ISBN 2-87901-369-0), (BNF 37187307).
- Pierre Verdet et Jesus Veiga, La Route des palombes, éditions Atlantica, Anglet, 2001, 113 p.,  (ISBN 2-84394-336-1), (BNF 38864850).
- La Passée : et autres récits (avec des dessins de Alain Fourmentèze), éditions Atlantica, Paris et Anglet, 2004, 169 p.,  (ISBN 2-84394-745-6), (BNF 39902878).
- Contes et histoires de chasse (avec des illustrations de Jean Harambat), éditions Sud-Ouest, Bordeaux, 2005, 214 p.,  (ISBN 2-87901-631-2), (BNF 40032263).
- Ouvrage collectif, Les 4 Saisons gourmandes d'Aquitaine (sous la direction de Éric Audinet), éditions Confluences, Bordeaux, 2008, 299 p.,  (ISBN 978-2-35527-007-9), (BNF 41282820).
- 1990. Feuilleton radiophonique de 30 épisodes sur les chasses traditionnelles pour Radio France
- "Le Dictionnaire de la palombe", avec Jacques Gaye et Jacques Luquet, Éditions Sud Ouest, 2009, 350 pages  (ISBN 978-2-87901-496-8)
- " Le Dictionnaire de la bécasse", Éditions Sud Ouest, 2011, 350 pages,  (ISBN 978-2-81770-133-2)
- " Le solitaire" et autres histoires de chasse, Éditions Sud Ouest, 2019, 205 pages,  (ISBN 978-2-8177-0677-1)